# Flanderstraße
Die Flanderstraße ist eine Straße in der Trierer Innenstadt. Sie verläuft parallel zur Sichelstraße zwischen Rindertanzstraße und Deworastraße, wo sie in die Dominikanerstraße übergeht. Die Straße ist eine Einbahnstraße.
In der Straße befinden sich die Überreste des Welschnonnenkloster, darunter die Welschnonnenkirche. Im Welschnonnenkloster befinden sich Teile des Auguste-Viktoria-Gymnasiums, das auf eine von Pierre Fourier gegründete Mädchenschule zurückgeht. Die Welschnonnenkirche wurde 2007 aufwendig saniert.
Gegenüber der Welschnonnenkirche gibt es einen rückwärtigen Eingang zur Kurie von Rollingen (Euchariushaus). Das Portal trägt die Inschrift: RENO VATUM MCMXCI. Es wurde 1991 von Grund auf renoviert.
Am 13. Dezember 2018 wurde eine Bronzebüste Mahatma Gandhis vor dem historischen Klosterbau des Gymnasiums in der Flanderstraße enthüllt. Die von dem indischen Künstler Ram Sutar geschaffene Skulptur ist ein Geschenk des Indischen Rates für Kulturelle Beziehungen der Regierung Indiens an die Stadt Trier.
Der Straßenname ist seit 1227 als platea Flandrensis bezeugt, was wahrscheinlich auf eine örtliche Niederlassung niederländischer und flämischer Kaufleute und Weber zurückgeht. Ehemals hieß das Viertel rundum Sichelstraße, Rindertanzstraße und Glockenstraße „In Vlandern“.

## Galerie

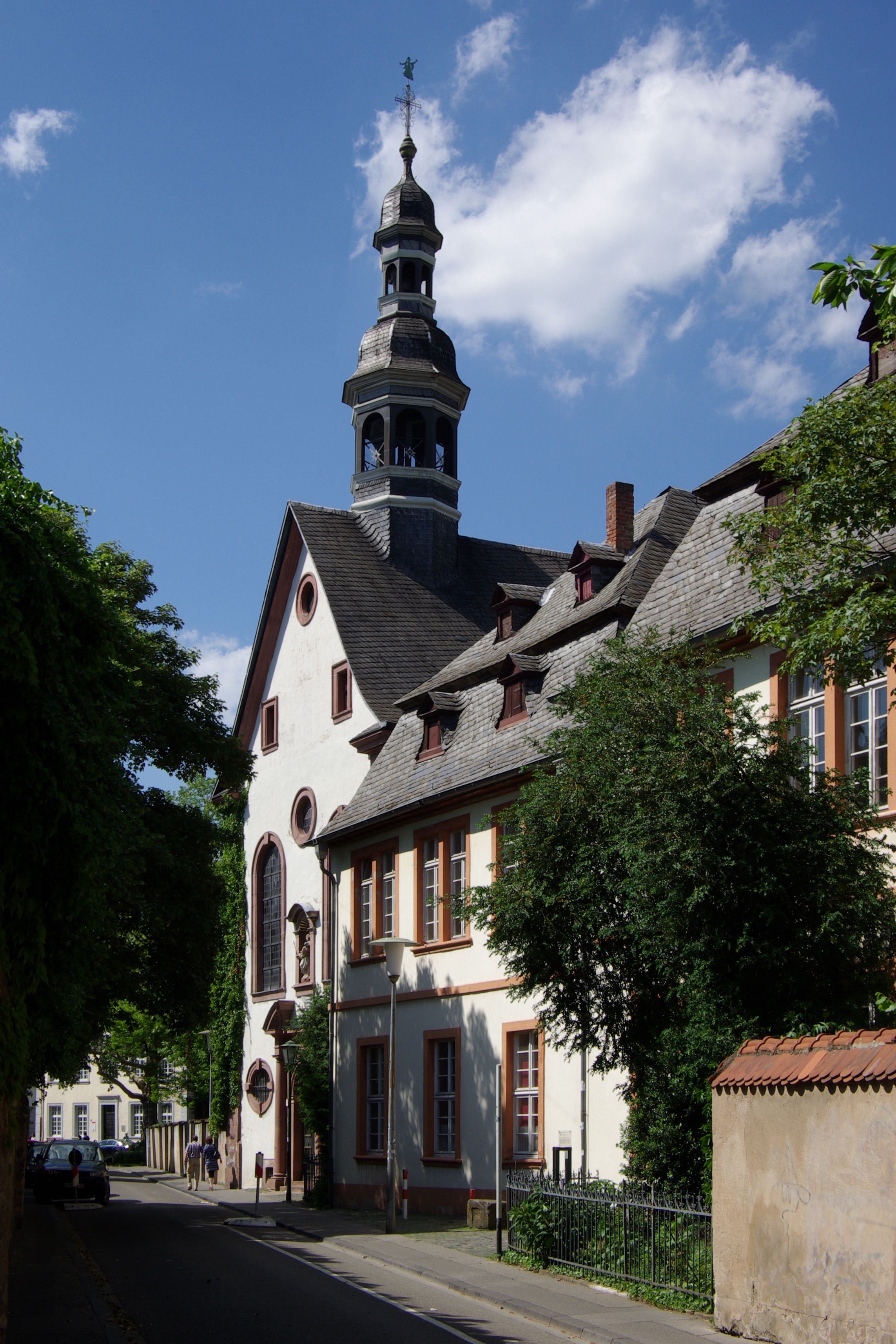
Flanderstraße mit Welschnonnenkirche
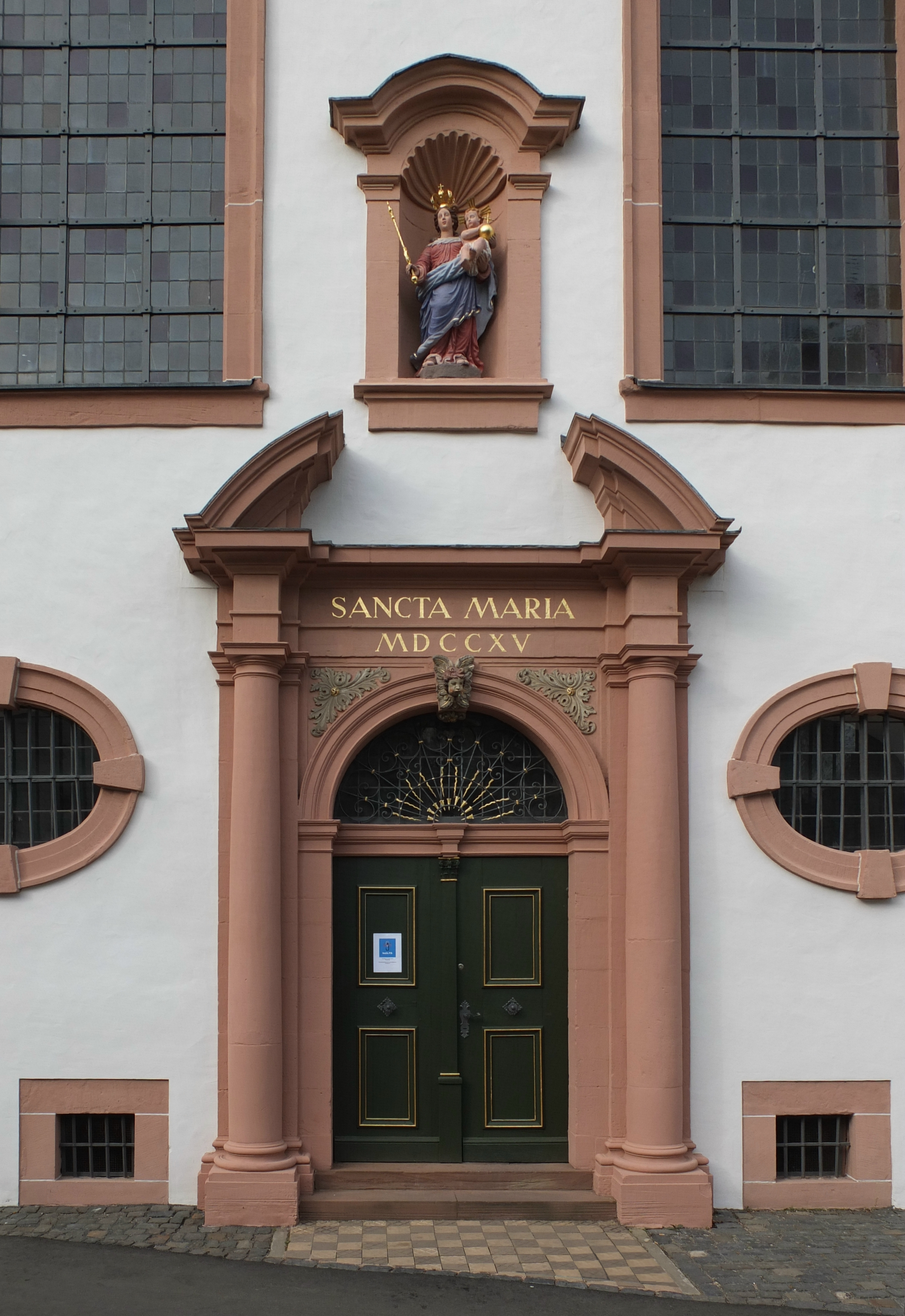
Portal der Welschnonnenkirche
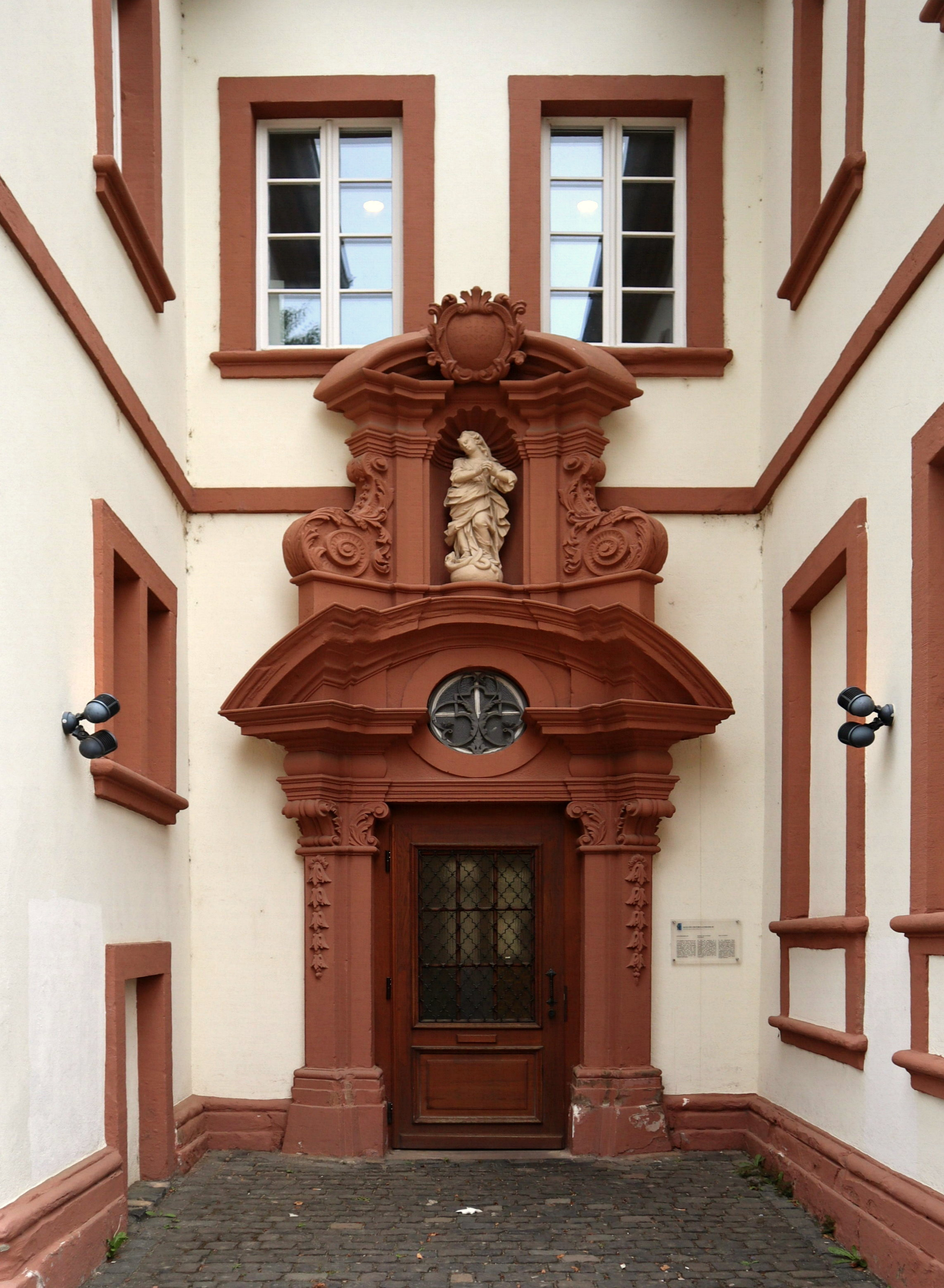
Portal des ehemaligen Welschnonnenklosters
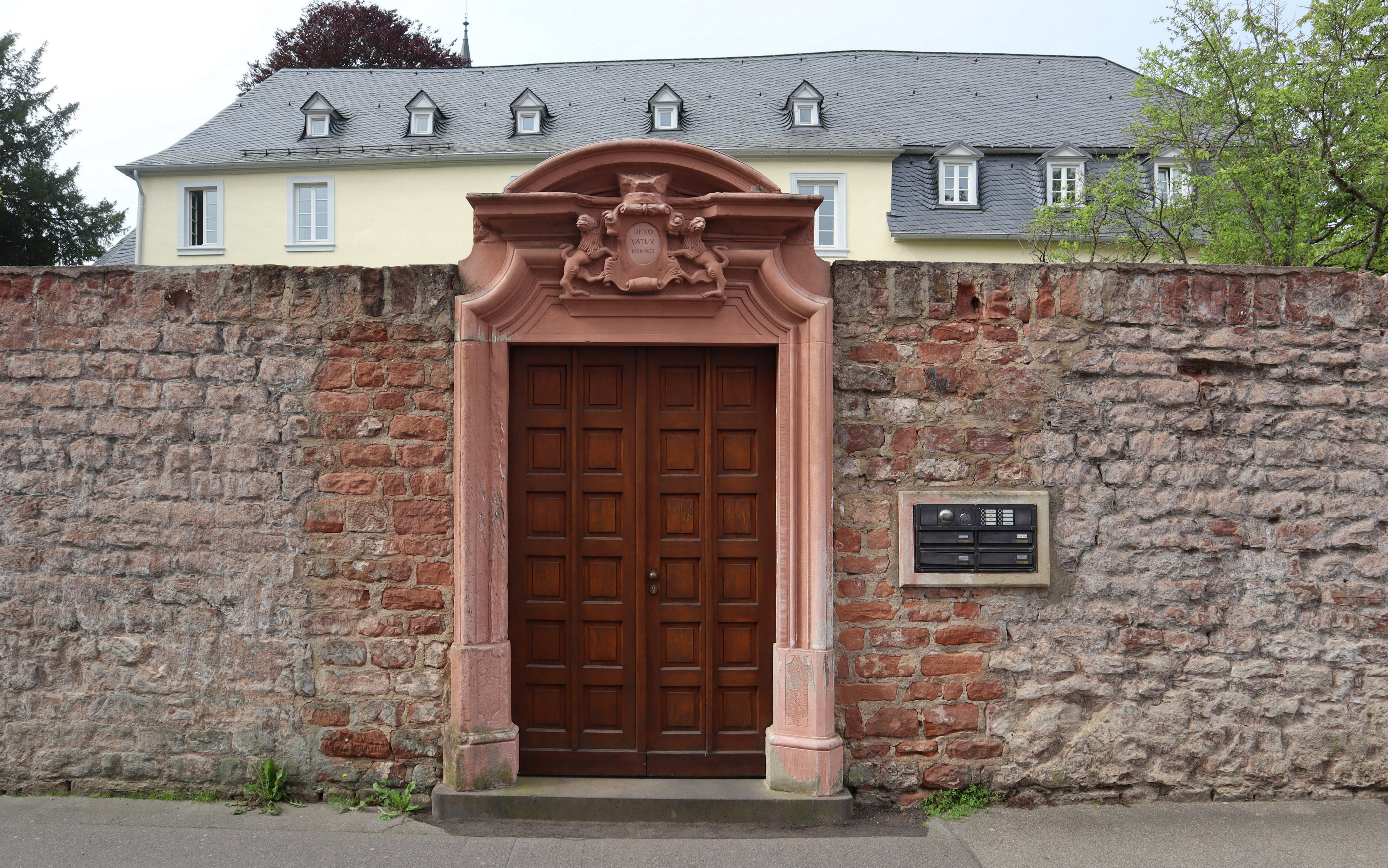
Eingang zur Kurie von Rollingen
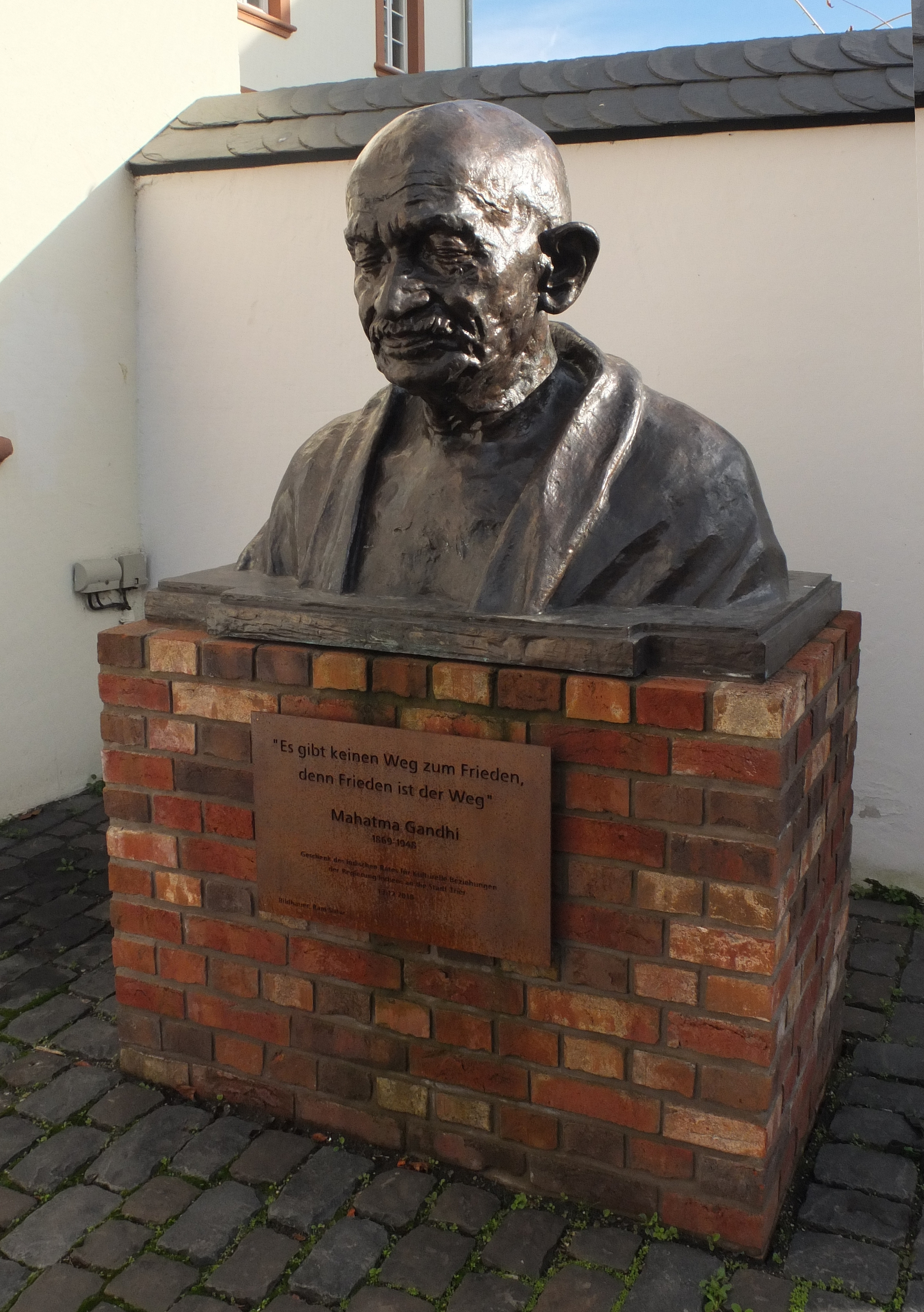
Bronzebüste Mahatma Gandhis